# Bernadotte

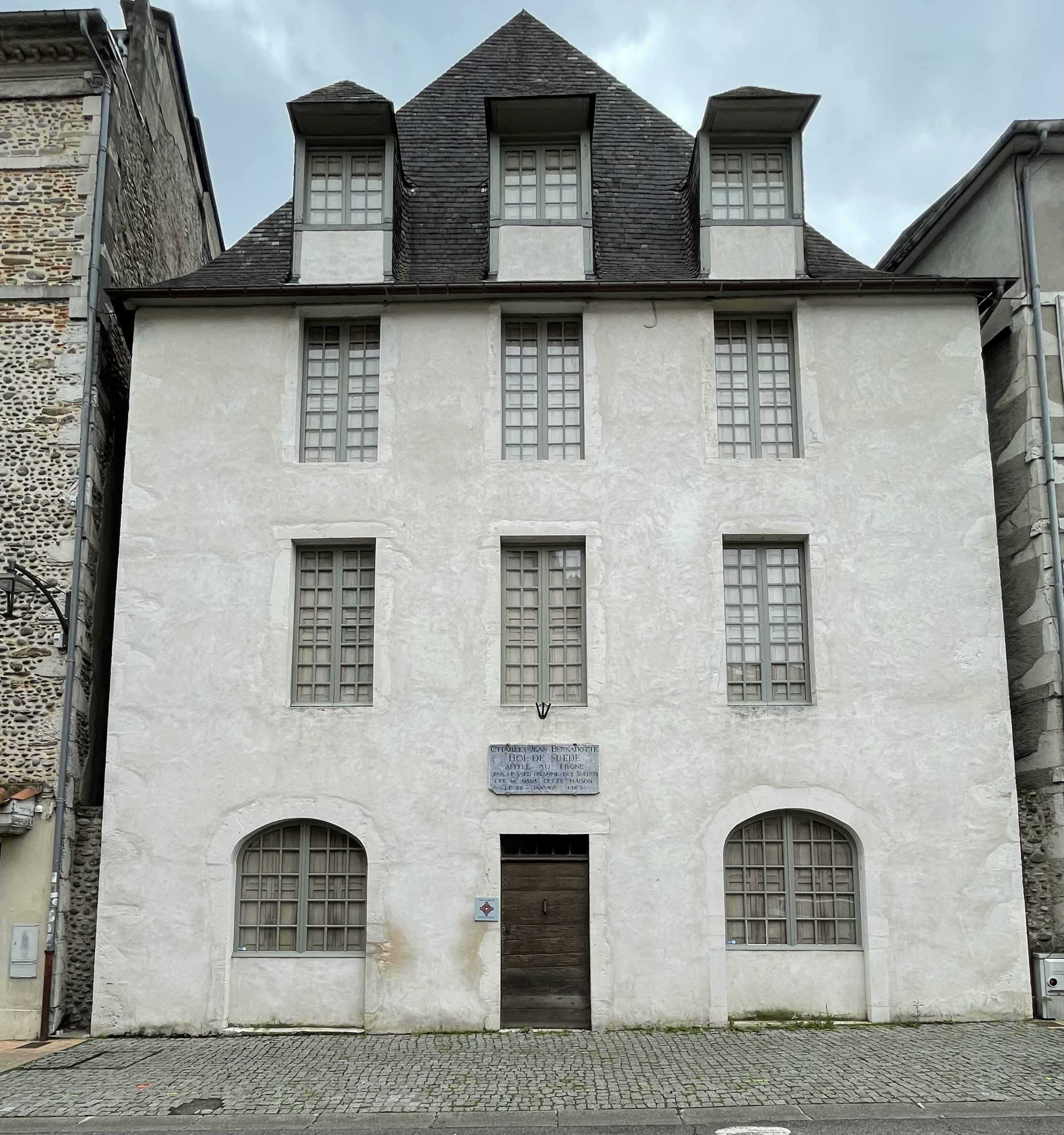
Bernadottes hus i Pau, med adressen 5 rue Bernadotte i sydvästra Frankrike.

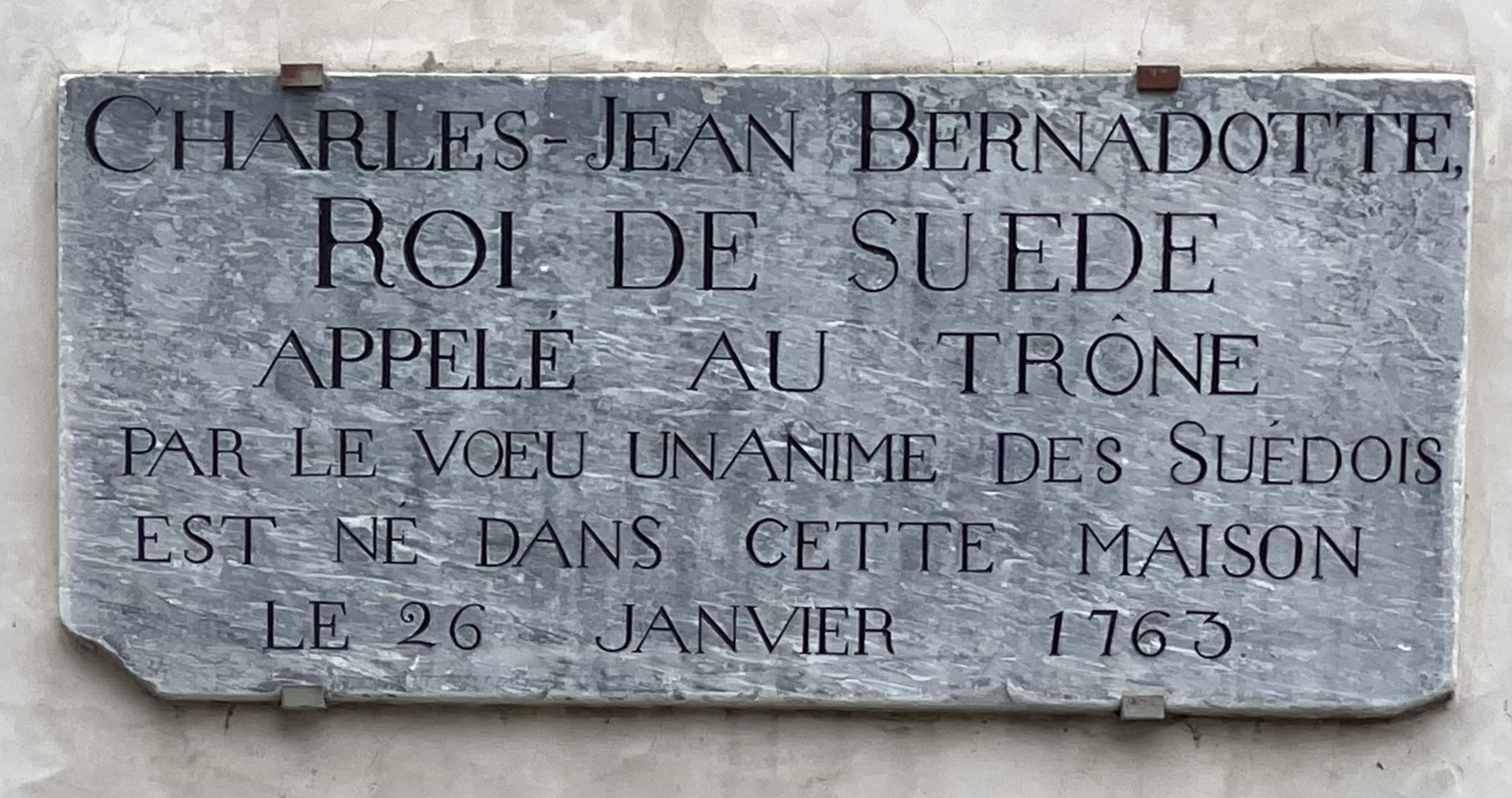
Närbild på plaketten som sitter över dörren.

Bernadotte [bæːɳäˈdɔtː] är en släkt som härstammar från det pyreneiska bergslandskapet Béarn. Det kungliga huset Bernadotte härstammar från fransmannen Jean Baptiste Bernadotte (1763–1844), som blev marskalk av Frankrike, furste av Pontecorvo och till sist kung under namnen Karl XIV Johan av Sverige och Karl III Johan av Norge. Huset Bernadotte har regerat Sverige sedan 1818, och är därmed landets mest långlivade dynasti. Man regerade även Norge mellan 1818 och 1905. I Frankrike finns ofrälse grenar av släkten som härstammar från Karl Johans äldre släktingar. I Sverige och i andra länder finns personer med efternamnet Bernadotte som inte tillhör kungahuset, utan härstammar från prinsar som har förlorat sin arvsrätt till den svenska tronen.

## Släkten Bernadottes franska rötter

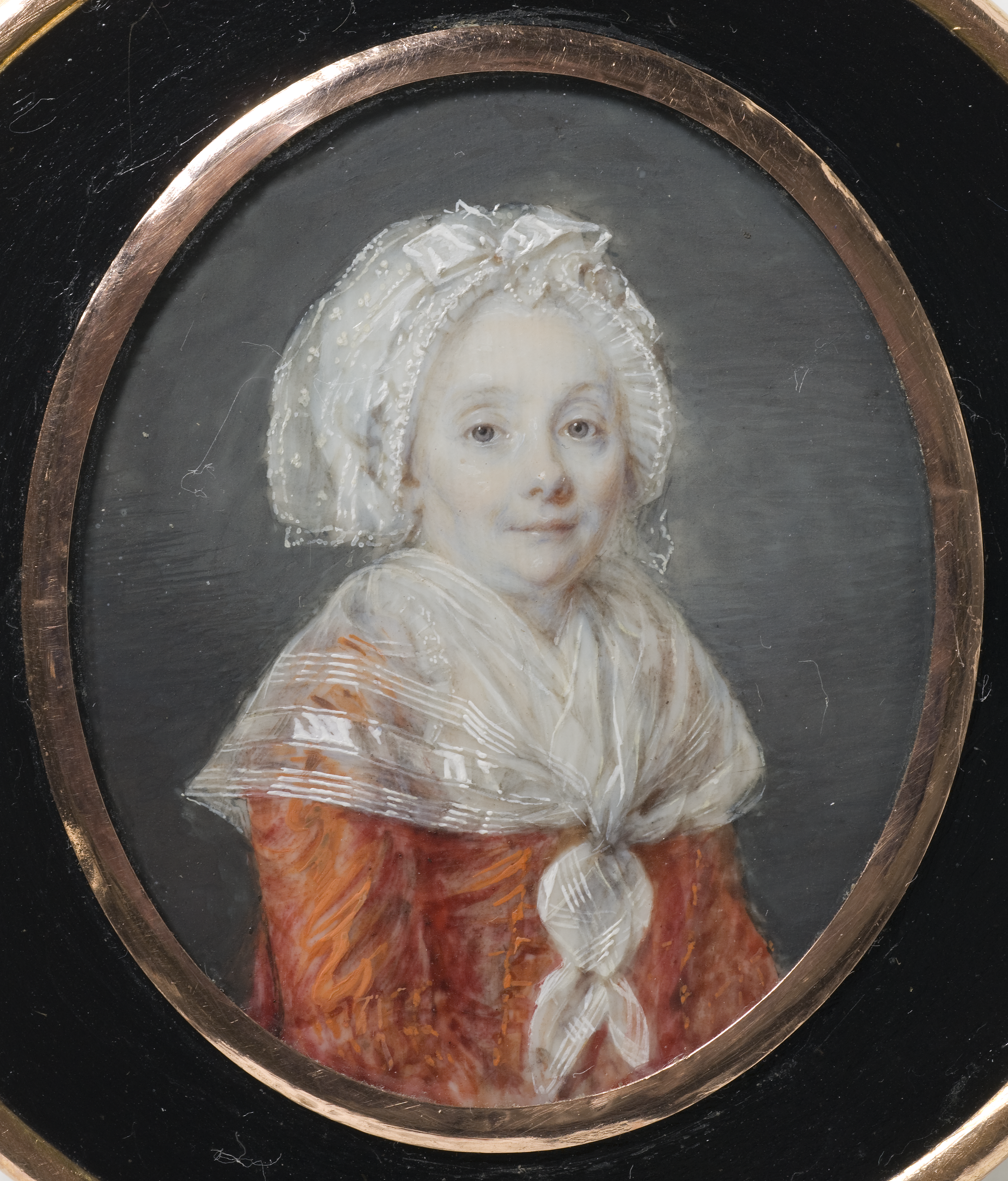
Stammodern Jeanne.

Den äldsta kända medlemmen i släkten på fädernet är Joandou du Poey, som den 5 juli 1615 gifte sig med Germaine de Bernadotte, delägare i ett hus i Pau, kallat "de Bernadotte", och från vilken namnet Bernadotte har sitt ursprung. Hon var dotter till Jean de Layus och Estébène de Butleret, och synes ha tagit namnet efter det hus hon ärvde i Pau, vilket benämndes Béarn. Joandou du Poeys och Germaine de Bernadottes son hette Pierre du Poey, alias de Bernadotte. Hans son Jean du Poey, senare Bernadotte (1649–1698) blev i sitt andra äktenskap far till Jean Bernadotte (1683–1760) som i sin tur blev far till Henri Bernadotte (1711–1780) som med Jeanne Saint-Jean (1728–1809) var föräldrar till den blivande svensk-norske kungen.
Släkten fortlever i två grenar. Den äldre stammar från kung Karl Johans farfars äldre bror André Bernadotte (född 1680), och lever ännu i borgerliga villkor i släktens gamla hemland. Den yngre grenen har delat sig på två linjer: den sedan 1966 utdöda linje som härstammade från Karl Johans äldre bror, baron Jean Évangéliste Bernadotte (född 1754, död 1813), och vars huvudmän från 1810 bar titeln baron samt såsom fideikommiss innehaft slottet och godset Louvie i det franska departementet Pyrénées-Atlantiques, och den linje som härstammar från Karl XIV Johan och utgör den nuvarande svenska kungliga dynastin.

## Furste av Pontecorvo

Pontecorvos vapen, som tack vare att Jean Baptiste Bernadotte var dess furste under fyra år, sedan har ingått i Sveriges stora riksvapen under mer än 200 år

Furstendömet Pontecorvo var ett furstendöme under Napoleonkrigen som skapades år 1806 av Napoleon av den påvliga enklaven Pontecorvo som Furstendömet Pontecorvo. Från 1463 till 1860 var Pontecorvo Kyrkostatens exklav i Kungariket Neapel. 1806 erövrades Pontecorvo av Napoleon som förlänade staden som furstendöme till marskalk Jean Baptiste Bernadotte. Ponte betyder bro på svenska, och ändelsen corvo skall ha sitt ursprung i de krökta brovalven, som skall ha kallats pons curvus. Den mer folkliga etymolgiska förklaringen till ändelsen corvo lär annars härledas ur ordet corvo, kråka på svenska, och som återspeglas i kråkorna de svarta benedektinermunkarna 
från det närbelägna berget Monte Cassino, och denna kråka är med bron avbildad i Pontecorvis vapen, som också blev Jean Baptiste Bernadottes vapen, som furste av Pontecorvo, en titel han innehade i fyra år.
Jean Baptiste Jules Bernadotte besökte aldrig furstendömet och när han 1810 utsågs till svensk tronföljare avsade han sig furstendömet mot en utlovad ersättning. Ersättningen frös inne när Sverige inte anslöt sig till kontinentalsystemet, Napoleons handelsblockad mot Storbritannien, och endast halva summan betalades. Sedan Bernadotte 1818 blev kung av Sverige under namnet Karl XIV Johan, har Pontecorvos stadsvapen ingått i Sveriges stora riksvapen.
1810 förlänades Pontecorvo i stället till Joseph Bonapartes efterträdare som Neapels kung, Joachim Murat, som 1812 lämnade det till sin son Lucien Murat (1803–1878). Efter Wienkongressen 1815 återgick staden till Kyrkostaten, och det enda spåret efter någon Bernadotte, är en gata med namnet Via Giovanni Battista Bernadotte. Den enda medlemmen av ätten Bernadotte, som fysiskt besökt Pontecorvo, var kronprins Gustav, sedermera kung Gustav VI Adolf, som besökte staden år 1949.

## Den Bernadotteska kungaätten

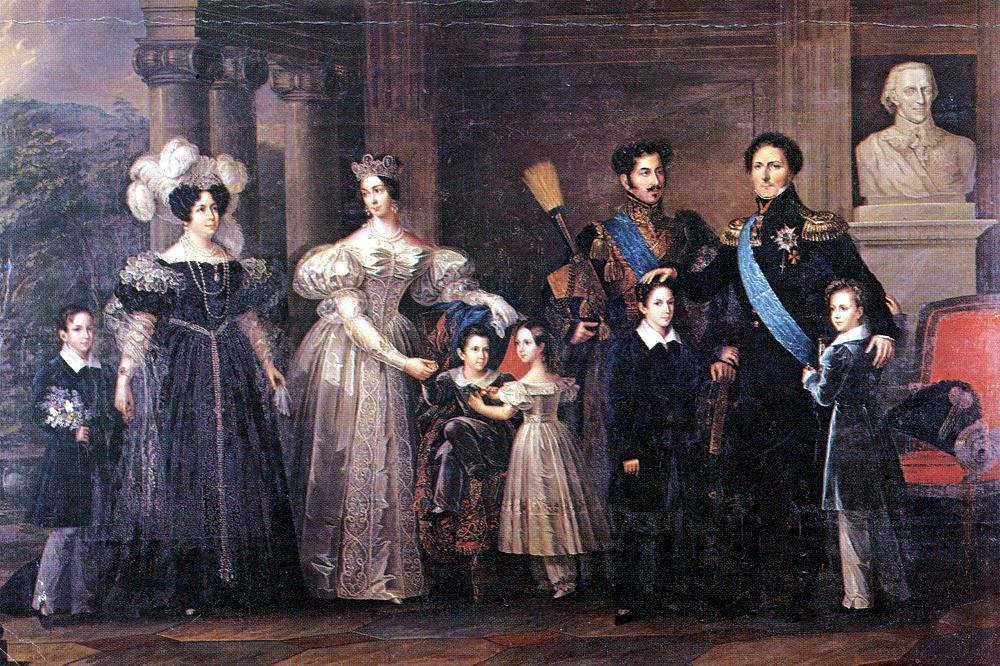
Kungahuset Bernadotte 1837.

### Sverige i början av 1800-talet
Trots att 1700-talet inneburit en blomstrande vetenskap och en frihetstid som åtminstone tillfälligt givit upphov till ett något mer demokratiskt samhälle, var Sverige i början av 1800-talet jämfört med andra europeiska länder ett fattigt och i vissa avseenden omodernt land. Att beteckna Sverige som efterblivet är dock fel. Exempelvis fanns vanligen genom husförhören minst en läskunnig person i varje familj, vilket var mycket högt jämfört med flertalet europeiska länder. Frånsett Stockholm och i viss mån andra större städer, var städerna små. Flertalet av landets 2,3 miljoner invånare levde av jordbruket, men andelen bönder minskade samtidigt som torparna blev allt fler. Även om fattigdomen var utbredd, hade allmogen fler och starkare rättigheter i Sverige än i de flesta andra länder. Exempelvis var den svenska rättssäkerheten relativt god även för de fattiga. Landet skakades dock under den här tiden av oroligheter som statskuppen mot Gustav IV Adolf, förlusten av Finland och mordet på Axel von Fersen.

### Behovet av en tronföljare
Då Karl XIII av ätten Holstein-Gottorp inte fick legitima ättlingar som levde till vuxen ålder, adopterade han 18 juli 1809 Christian August av Augustenborg som därvid bytte namn till Karl August; som svensk tronföljare borde han bära ett mer svenskklingande namn. Christian August hade varit ståthållare i Norge, och kungen trodde att hans popularitet i grannlandet skulle bidraga till att förverkliga drömmen om att införliva Norge i riket.
Karl August dog hastigt till häst den 28 maj 1810 på Kvidinge hed under en trupprevy. Dödsorsaken var slaganfall, men opassligheten med denna händelse ledde till att folkmassorna i Stockholm, vid åsyn av kistan, anade illdåd och misshandlade riksmarskalken Axel von Fersen till döds den 20 juni i tro att denne hade giftmördat kronprinsen.

### Nya överläggningar och tronföljarförslag högsommaren 1810

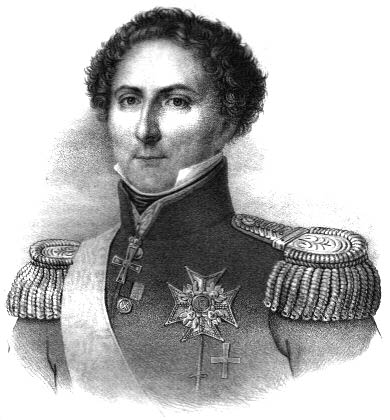
Karl XIV Johan

Det första förslaget till efterföljare var Karl Augusts bror Fredrik Christian, och framlades av kungens vän Georg Adlersparre. Napoleon I var dock omåttligt populär, och flera högre officerare önskade en av dennes marskalkar. Så gjorde även Carl Otto Mörner, som begav sig till Paris där han mötte fursten av Pontecorvo, marskalk Jean Baptiste Bernadotte, som han övertalade att komma till Sverige och ställa upp som kandidat i valet av tronföljare. Marskalk Bernadotte var den mest berömde av Napoleons marskalkar, som tillfångatagit en svensk avdelning i Lübeck 1806 och visat dem stor välvilja. Därtill var marskalk Bernadotte genom gifte släkt med Napoleon.
Den ende fransman som kunde tävla med fursten av Pontecorvo var Eugène de Beauharnais, som dock i egenskap av vicekung av Italien förmodades avböja. Hans far vicomte Alexandre de Beauharnais hade giljotinerats 1794.
Mörner återkom till Stockholm den 12 juli 1810, ett par dagar efter att kungen skickat bud till Fredrik Christian att denne skulle väljas till tronföljare. Mörner lät meddela att han förmått övertala Bernadotte att acceptera kronan. Greve von Essen lär ha utbrustit: "Pojke! Du borde sitta där varken sol eller måne skiner!" Men Mörner begav sig istället till Uppsala och drev frågan privat.

### Riksdagarna i Örebro

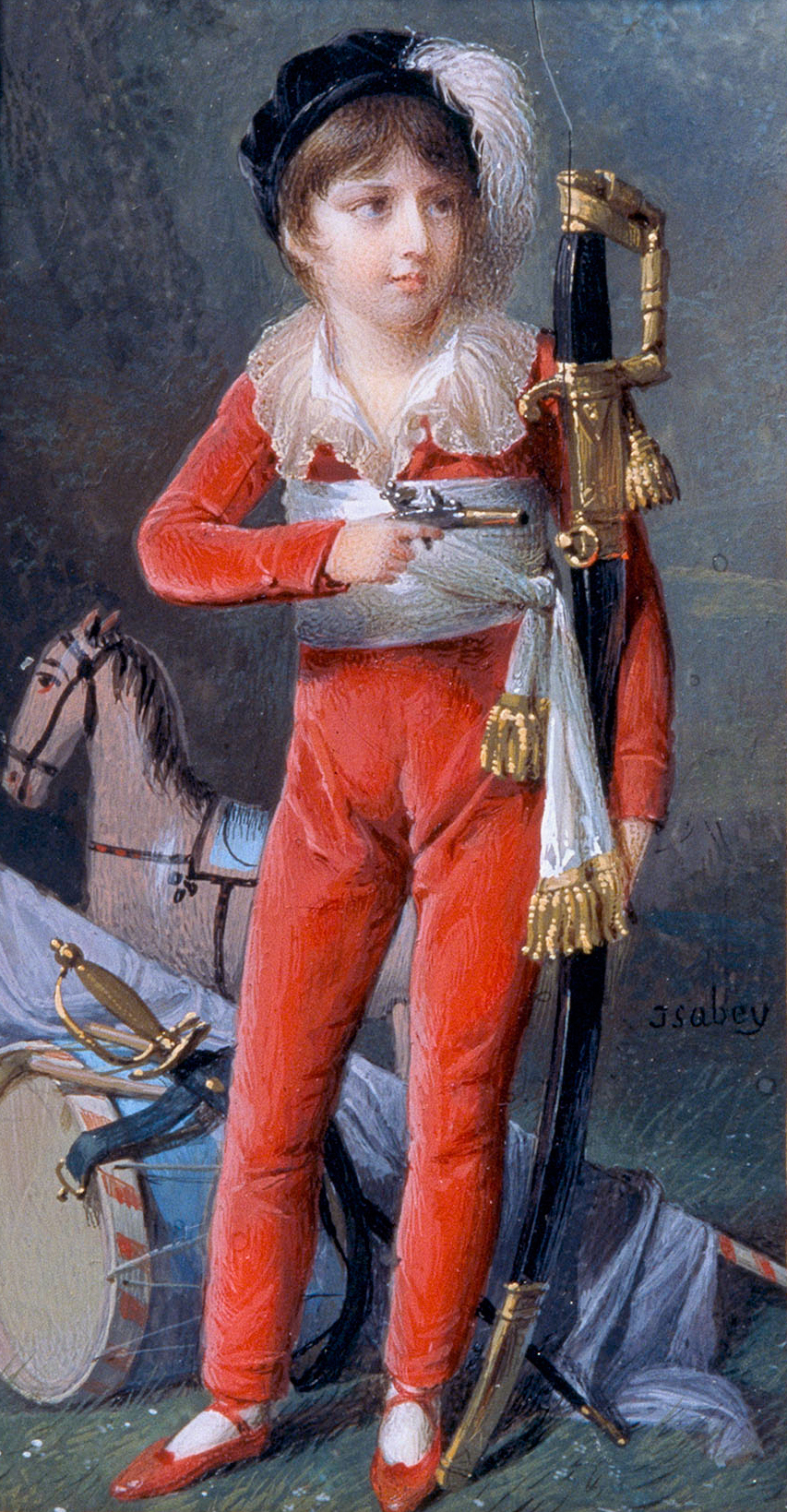
Sveriges blivande kronprins Oscar i barndomen.

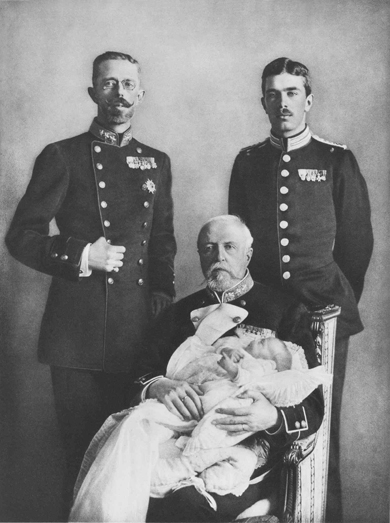
Fyra generationer Bernadotte. Från vänster kronprins Gustaf (sedermera Gustaf V), kung Oscar II, arvprins Gustaf Adolf (sedermera Gustaf VI Adolf) och arvprins Gustaf Adolf.

Den 23 juli samlades Riksdagen i Örebro och började arbetet den 30:e. Kungen var tydligt inställd på Fredrik Christian, och varnade för att England med all sannolikhet skulle förklara krig om de valde en av Napoleons män.
Då fursten av Pontecorvo, genom ombudet J.A. Fournier som var före detta fransk konsul och köpman, och som lär ha legitimerat sig med ett tandpetarfodral, låtit meddela bland annat att Riksgäldskontoret skulle erhålla 8 miljoner franc och likvidering av Frankrikes fordringar på Sverige, beslutade utrikesstatsminister Lars von Engeström att valet borde falla på Bernadotte. Av vikt var även att Napoleon själv påstods ställa sig bakom valet.
Den 21 augusti 1810 valdes fursten av Pontecorvo enhälligt av riksdagen till kronprins, och nästa månad fastställdes även att hans 11-årige ende son Oscar blivit arvfurste i Sverige. Arvsrätten är stadgad i 1810 års successionsordning.

### Släktled
Ett stort antal personer, utan att vara kungliga, heter och har hetat Bernadotte och Bernadotte af Wisborg eftersom de härstammar från kungarna, men någon före dem i deras släktled har valt att avstå från kunglig rang för kunna att gifta sig utanför sådana grundlagsenliga regler som gällde vid tiden för giftermålet. En känd sådan ättling var Folke Bernadotte. Från huset Bernadotte, i kungliga kvinnliga led, härstammar även de nuvarande kungahusen i Danmark, Norge och Belgien, det avsatta grekiska kungahuset samt det regerande furstehuset i Luxemburg.

#### Släktträd översvenska kungafamiljen
Släktträdet innehåller av utrymmesskäl inte ett stort antal ättlingar som aldrig har varit en del av det kungliga huset. Ingifta personer vars ättlingar inte varit del av kungahuset eller en annan furstlig släkt är markerade med små bokstäver. För vid varje tid gällande tronföljdsordning, se artikeln om den svenska tronföljden. 
- 1. Karl XIV Johan (Jean Baptiste Bernadotte), g.m. Desideria (Désirée Clary)
  - 1.1. Oscar I, g.m. Josefina av Leuchtenberg
    - 1.1.1. Karl XV, g.m. Lovisa av Nederländerna
      - 1.1.1.1. Lovisa, g.m. Fredrik VIII av Danmark (4 söner och 4 döttrar)
      - 1.1.1.2. Karl Oskar (inga barn)

    - 1.1.2. Gustav (inga barn)
    - 1.1.3. Oscar II, g.m. Sofia av Nassau
      - 1.1.3.1. Gustaf V, g.m. Victoria av Baden
        - 1.1.3.1.1. Gustaf VI Adolf, g.m.1 Margareta av Storbritannien (5 barn), g.m.2 Louise Mountbatten (inga barn)
          - 1.1.3.1.1.1. Gustaf Adolf, g.m. Sibylla av Sachsen-Coburg-Gotha
            - 1.1.3.1.1.1.1. Margaretha, g.m. John Ambler (2 söner och 1 dotter)
            - 1.1.3.1.1.1.2. Birgitta, g.m. Johann Georg av Hohenzollern-Sigmaringen (2 söner och 1 dotter)
            - 1.1.3.1.1.1.3. Désirée, g.m. friherre Niclas Silfverschiöld (1 son och 2 döttrar)
            - 1.1.3.1.1.1.4. Christina, g.m. Tord Magnuson (3 söner)
            - 1.1.3.1.1.1.5. Carl XVI Gustaf, g.m. Silvia Sommerlath
              - 1.1.3.1.1.1.5.1. Victoria, g.m. Daniel Westling
                - 1.1.3.1.1.1.5.1.1. Estelle
                - 1.1.3.1.1.1.5.1.2. Oscar

              - 1.1.3.1.1.1.5.2. Carl Philip, g.m. Sofia Hellqvist
                - 1.1.3.1.1.1.5.2.1. Alexander
                - 1.1.3.1.1.1.5.2.2. Gabriel
                - 1.1.3.1.1.1.5.2.3. Julian
                - 1.1.3.1.1.1.5.2.4. Ines

              - 1.1.3.1.1.1.5.3. Madeleine, g.m. Christopher O'Neill
                - 1.1.3.1.1.1.5.3.1 Leonore
                - 1.1.3.1.1.1.5.3.2 Nicolas
                - 1.1.3.1.1.1.5.3.3 Adrienne

          - 1.1.3.1.1.2. Sigvard, g.m.1 Erica Patzek, g.m.2 Sonja Robbert (1 son), g.m.3 Marianne Lindberg
          - 1.1.3.1.1.3. Ingrid, g.m. Fredrik IX av Danmark (3 döttrar)
          - 1.1.3.1.1.4. Bertil, g.m. Lilian Davies (inga barn)
          - 1.1.3.1.1.5. Carl Johan, g.m.1 Kerstin Wijkmark (1 adopt. son och 1 adopt. dotter), g.m.2 grevinnan Gunnila Wachtmeister af Johannishus

        - 1.1.3.1.2. Wilhelm, g.m. Maria Pavlovna av Ryssland
          - 1.1.3.1.2.1. Lennart, g.m.1 Karin Nissvandt (1 son och 3 döttrar), g.m.2 Sonja Haunz (2 söner och 3 döttrar)

        - 1.1.3.1.3. Erik (inga barn)

      - 1.1.3.2. Oscar, g.m. Ebba Munck af Fulkila (2 söner och 3 döttrar)
      - 1.1.3.3. Carl, g.m. Ingeborg av Danmark
        - 1.1.3.3.1. Margaretha, g.m. Axel av Danmark (2 söner)
        - 1.1.3.3.2. Märtha, g.m. Olav V av Norge (1 son och 2 döttrar)
        - 1.1.3.3.3. Astrid, g.m. Leopold III av Belgien (2 söner och 1 dotter)
        - 1.1.3.3.4. Carl, g.m.1 grevinnan Elsa von Rosen (1 dotter), g.m.2 Ann Larsson, g.m.3 Kristine Rivelsrud

      - 1.1.3.4. Eugen (inga barn)

    - 1.1.4. Eugenia (inga barn)
    - 1.1.5. August, g.m. Teresia av Sachsen-Altenburg (inga barn)

|                        |                        |                        |                        |                        |                        |               |               |                        |                        |                        |                        |                           |                           |                           |                           |                           |                           |                      |                      |                      |                      | Karl XIV Johan 1763–1844 | Karl XIV Johan 1763–1844 | Karl XIV Johan 1763–1844 | Karl XIV Johan 1763–1844 | Karl XIV Johan 1763–1844 | Karl XIV Johan 1763–1844 |                    |                    |                    |                    |                       |                       | Desideria 1777–1860   | Desideria 1777–1860   | Desideria 1777–1860   | Desideria 1777–1860   | Desideria 1777–1860  | Desideria 1777–1860  |                      |                      |                    |                    |                    |                    |                  |                  |                   |                   |                   |                   |                                 |                                 |                                 |                                 |                                 |                                 |                  |                  |                      |                      |                      |                      |                           |                           |                           |                           |                           |                           |                    |                    |                    |                    |  |  |                 |                 |                 |                 |                 |                 |
|                        |                        |                        |                        |                        |                        |               |               |                        |                        |                        |                        |                           |                           |                           |                           |                           |                           |                      |                      |                      |                      | Karl XIV Johan 1763–1844 | Karl XIV Johan 1763–1844 | Karl XIV Johan 1763–1844 | Karl XIV Johan 1763–1844 | Karl XIV Johan 1763–1844 | Karl XIV Johan 1763–1844 |                    |                    |                    |                    |                       |                       | Desideria 1777–1860   | Desideria 1777–1860   | Desideria 1777–1860   | Desideria 1777–1860   | Desideria 1777–1860  | Desideria 1777–1860  |                      |                      |                    |                    |                    |                    |                  |                  |                   |                   |                   |                   |                                 |                                 |                                 |                                 |                                 |                                 |                  |                  |                      |                      |                      |                      |                           |                           |                           |                           |                           |                           |                    |                    |                    |                    |  |  |                 |                 |                 |                 |                 |                 |
|                        |                        |                        |                        |                        |                        |               |               |                        |                        |                        |                        |                           |                           |                           |                           |                           |                           |                      |                      |                      |                      |                          |                          |                          |                          |                          |                          |                    |                    |                    |                    |                       |                       |                       |                       |                       |                       |                      |                      |                      |                      |                    |                    |                    |                    |                  |                  |                   |                   |                   |                   |                                 |                                 |                                 |                                 |                                 |                                 |                  |                  |                      |                      |                      |                      |                           |                           |                           |                           |                           |                           |                    |                    |                    |                    |  |  |                 |                 |                 |                 |                 |                 |
|                        |                        |                        |                        |                        |                        |               |               |                        |                        |                        |                        |                           |                           |                           |                           |                           |                           |                      |                      |                      |                      |                          |                          |                          |                          |                          |                          | Oscar I 1799–1859  | Oscar I 1799–1859  | Oscar I 1799–1859  | Oscar I 1799–1859  | Oscar I 1799–1859     | Oscar I 1799–1859     |                       |                       |                       |                       |                      |                      | Josefina 1807–1876   | Josefina 1807–1876   | Josefina 1807–1876 | Josefina 1807–1876 | Josefina 1807–1876 | Josefina 1807–1876 |                  |                  |                   |                   |                   |                   |                                 |                                 |                                 |                                 |                                 |                                 |                  |                  |                      |                      |                      |                      |                           |                           |                           |                           |                           |                           |                    |                    |                    |                    |  |  |                 |                 |                 |                 |                 |                 |
|                        |                        |                        |                        |                        |                        |               |               |                        |                        |                        |                        |                           |                           |                           |                           |                           |                           |                      |                      |                      |                      |                          |                          |                          |                          |                          |                          | Oscar I 1799–1859  | Oscar I 1799–1859  | Oscar I 1799–1859  | Oscar I 1799–1859  | Oscar I 1799–1859     | Oscar I 1799–1859     |                       |                       |                       |                       |                      |                      | Josefina 1807–1876   | Josefina 1807–1876   | Josefina 1807–1876 | Josefina 1807–1876 | Josefina 1807–1876 | Josefina 1807–1876 |                  |                  |                   |                   |                   |                   |                                 |                                 |                                 |                                 |                                 |                                 |                  |                  |                      |                      |                      |                      |                           |                           |                           |                           |                           |                           |                    |                    |                    |                    |  |  |                 |                 |                 |                 |                 |                 |
|                        |                        |                        |                        |                        |                        |               |               |                        |                        |                        |                        |                           |                           |                           |                           |                           |                           |                      |                      |                      |                      |                          |                          |                          |                          |                          |                          |                    |                    |                    |                    |                       |                       |                       |                       |                       |                       |                      |                      |                      |                      |                    |                    |                    |                    |                  |                  |                   |                   |                   |                   |                                 |                                 |                                 |                                 |                                 |                                 |                  |                  |                      |                      |                      |                      |                           |                           |                           |                           |                           |                           |                    |                    |                    |                    |  |  |                 |                 |                 |                 |                 |                 |
|                        |                        |                        |                        |                        |                        |               |               |                        |                        |                        |                        |                           |                           |                           |                           |                           |                           |                      |                      |                      |                      |                          |                          |                          |                          |                          |                          |                    |                    |                    |                    |                       |                       |                       |                       |                       |                       |                      |                      |                      |                      |                    |                    |                    |                    |                  |                  |                   |                   |                   |                   |                                 |                                 |                                 |                                 |                                 |                                 |                  |                  |                      |                      |                      |                      |                           |                           |                           |                           |                           |                           |                    |                    |                    |                    |  |  |                 |                 |                 |                 |                 |                 |
| Karl XV 1826–1872      | Karl XV 1826–1872      | Karl XV 1826–1872      | Karl XV 1826–1872      | Karl XV 1826–1872      | Karl XV 1826–1872      |               |               |                        |                        |                        |                        | Lovisa 1828–1871          | Lovisa 1828–1871          | Lovisa 1828–1871          | Lovisa 1828–1871          | Lovisa 1828–1871          | Lovisa 1828–1871          |                      |                      | Gustaf 1827–1852     | Gustaf 1827–1852     | Gustaf 1827–1852         | Gustaf 1827–1852         | Gustaf 1827–1852         | Gustaf 1827–1852         |                          |                          | Oscar II 1829–1907 | Oscar II 1829–1907 | Oscar II 1829–1907 | Oscar II 1829–1907 | Oscar II 1829–1907    | Oscar II 1829–1907    |                       |                       |                       |                       |                      |                      | Sofia 1836–1913      | Sofia 1836–1913      | Sofia 1836–1913    | Sofia 1836–1913    | Sofia 1836–1913    | Sofia 1836–1913    |                  |                  | Eugénie 1830–1889 | Eugénie 1830–1889 | Eugénie 1830–1889 | Eugénie 1830–1889 | Eugénie 1830–1889               | Eugénie 1830–1889               |                                 |                                 | August 1831–1873                | August 1831–1873                | August 1831–1873 | August 1831–1873 | August 1831–1873     | August 1831–1873     |                      |                      | Teresia 1836–1914         | Teresia 1836–1914         | Teresia 1836–1914         | Teresia 1836–1914         | Teresia 1836–1914         | Teresia 1836–1914         |                    |                    |                    |                    |  |  |                 |                 |                 |                 |                 |                 |
| Karl XV 1826–1872      | Karl XV 1826–1872      | Karl XV 1826–1872      | Karl XV 1826–1872      | Karl XV 1826–1872      | Karl XV 1826–1872      |               |               |                        |                        |                        |                        | Lovisa 1828–1871          | Lovisa 1828–1871          | Lovisa 1828–1871          | Lovisa 1828–1871          | Lovisa 1828–1871          | Lovisa 1828–1871          |                      |                      | Gustaf 1827–1852     | Gustaf 1827–1852     | Gustaf 1827–1852         | Gustaf 1827–1852         | Gustaf 1827–1852         | Gustaf 1827–1852         |                          |                          | Oscar II 1829–1907 | Oscar II 1829–1907 | Oscar II 1829–1907 | Oscar II 1829–1907 | Oscar II 1829–1907    | Oscar II 1829–1907    |                       |                       |                       |                       |                      |                      | Sofia 1836–1913      | Sofia 1836–1913      | Sofia 1836–1913    | Sofia 1836–1913    | Sofia 1836–1913    | Sofia 1836–1913    |                  |                  | Eugénie 1830–1889 | Eugénie 1830–1889 | Eugénie 1830–1889 | Eugénie 1830–1889 | Eugénie 1830–1889               | Eugénie 1830–1889               |                                 |                                 | August 1831–1873                | August 1831–1873                | August 1831–1873 | August 1831–1873 | August 1831–1873     | August 1831–1873     |                      |                      | Teresia 1836–1914         | Teresia 1836–1914         | Teresia 1836–1914         | Teresia 1836–1914         | Teresia 1836–1914         | Teresia 1836–1914         |                    |                    |                    |                    |  |  |                 |                 |                 |                 |                 |                 |
|                        |                        |                        |                        |                        |                        |               |               |                        |                        |                        |                        |                           |                           |                           |                           |                           |                           |                      |                      |                      |                      |                          |                          |                          |                          |                          |                          |                    |                    |                    |                    |                       |                       |                       |                       |                       |                       |                      |                      |                      |                      |                    |                    |                    |                    |                  |                  |                   |                   |                   |                   |                                 |                                 |                                 |                                 |                                 |                                 |                  |                  |                      |                      |                      |                      |                           |                           |                           |                           |                           |                           |                    |                    |                    |                    |  |  |                 |                 |                 |                 |                 |                 |
|                        |                        |                        |                        |                        |                        |               |               |                        |                        |                        |                        |                           |                           |                           |                           |                           |                           |                      |                      |                      |                      |                          |                          |                          |                          |                          |                          |                    |                    |                    |                    |                       |                       |                       |                       |                       |                       |                      |                      |                      |                      |                    |                    |                    |                    |                  |                  |                   |                   |                   |                   |                                 |                                 |                                 |                                 |                                 |                                 |                  |                  |                      |                      |                      |                      |                           |                           |                           |                           |                           |                           |                    |                    |                    |                    |  |  |                 |                 |                 |                 |                 |                 |
| Lovisa 1851–1926       | Lovisa 1851–1926       | Lovisa 1851–1926       | Lovisa 1851–1926       | Lovisa 1851–1926       | Lovisa 1851–1926       |               |               | Fredrik VIII 1843–1912 | Fredrik VIII 1843–1912 | Fredrik VIII 1843–1912 | Fredrik VIII 1843–1912 | Fredrik VIII 1843–1912    | Fredrik VIII 1843–1912    |                           |                           | Carl Oscar 1852–1854      | Carl Oscar 1852–1854      | Carl Oscar 1852–1854 | Carl Oscar 1852–1854 | Carl Oscar 1852–1854 | Carl Oscar 1852–1854 |                          |                          | Gustaf V 1858–1950       | Gustaf V 1858–1950       | Gustaf V 1858–1950       | Gustaf V 1858–1950       | Gustaf V 1858–1950 | Gustaf V 1858–1950 |                    |                    |                       |                       |                       |                       | Victoria 1862–1930    | Victoria 1862–1930    | Victoria 1862–1930   | Victoria 1862–1930   | Victoria 1862–1930   | Victoria 1862–1930   |                    |                    | Oscar 1859–1953    | Oscar 1859–1953    | Oscar 1859–1953  | Oscar 1859–1953  | Oscar 1859–1953   | Oscar 1859–1953   |                   |                   | Ebba Munck af Fulkila 1858–1946 | Ebba Munck af Fulkila 1858–1946 | Ebba Munck af Fulkila 1858–1946 | Ebba Munck af Fulkila 1858–1946 | Ebba Munck af Fulkila 1858–1946 | Ebba Munck af Fulkila 1858–1946 |                  |                  | Carl 1861–1951       | Carl 1861–1951       | Carl 1861–1951       | Carl 1861–1951       | Carl 1861–1951            | Carl 1861–1951            |                           |                           | Ingeborg 1878–1958        | Ingeborg 1878–1958        | Ingeborg 1878–1958 | Ingeborg 1878–1958 | Ingeborg 1878–1958 | Ingeborg 1878–1958 |  |  | Eugen 1865–1947 | Eugen 1865–1947 | Eugen 1865–1947 | Eugen 1865–1947 | Eugen 1865–1947 | Eugen 1865–1947 |
| Lovisa 1851–1926       | Lovisa 1851–1926       | Lovisa 1851–1926       | Lovisa 1851–1926       | Lovisa 1851–1926       | Lovisa 1851–1926       |               |               | Fredrik VIII 1843–1912 | Fredrik VIII 1843–1912 | Fredrik VIII 1843–1912 | Fredrik VIII 1843–1912 | Fredrik VIII 1843–1912    | Fredrik VIII 1843–1912    |                           |                           | Carl Oscar 1852–1854      | Carl Oscar 1852–1854      | Carl Oscar 1852–1854 | Carl Oscar 1852–1854 | Carl Oscar 1852–1854 | Carl Oscar 1852–1854 |                          |                          | Gustaf V 1858–1950       | Gustaf V 1858–1950       | Gustaf V 1858–1950       | Gustaf V 1858–1950       | Gustaf V 1858–1950 | Gustaf V 1858–1950 |                    |                    |                       |                       |                       |                       | Victoria 1862–1930    | Victoria 1862–1930    | Victoria 1862–1930   | Victoria 1862–1930   | Victoria 1862–1930   | Victoria 1862–1930   |                    |                    | Oscar 1859–1953    | Oscar 1859–1953    | Oscar 1859–1953  | Oscar 1859–1953  | Oscar 1859–1953   | Oscar 1859–1953   |                   |                   | Ebba Munck af Fulkila 1858–1946 | Ebba Munck af Fulkila 1858–1946 | Ebba Munck af Fulkila 1858–1946 | Ebba Munck af Fulkila 1858–1946 | Ebba Munck af Fulkila 1858–1946 | Ebba Munck af Fulkila 1858–1946 |                  |                  | Carl 1861–1951       | Carl 1861–1951       | Carl 1861–1951       | Carl 1861–1951       | Carl 1861–1951            | Carl 1861–1951            |                           |                           | Ingeborg 1878–1958        | Ingeborg 1878–1958        | Ingeborg 1878–1958 | Ingeborg 1878–1958 | Ingeborg 1878–1958 | Ingeborg 1878–1958 |  |  | Eugen 1865–1947 | Eugen 1865–1947 | Eugen 1865–1947 | Eugen 1865–1947 | Eugen 1865–1947 | Eugen 1865–1947 |
|                        |                        |                        |                        |                        |                        |               |               |                        |                        |                        |                        |                           |                           |                           |                           |                           |                           |                      |                      |                      |                      |                          |                          |                          |                          |                          |                          |                    |                    |                    |                    |                       |                       |                       |                       |                       |                       |                      |                      |                      |                      |                    |                    |                    |                    |                  |                  |                   |                   |                   |                   |                                 |                                 |                                 |                                 |                                 |                                 |                  |                  |                      |                      |                      |                      |                           |                           |                           |                           |                           |                           |                    |                    |                    |                    |  |  |                 |                 |                 |                 |                 |                 |
|                        |                        |                        |                        |                        |                        |               |               |                        |                        |                        |                        |                           |                           |                           |                           |                           |                           |                      |                      |                      |                      |                          |                          |                          |                          |                          |                          |                    |                    |                    |                    |                       |                       |                       |                       |                       |                       |                      |                      |                      |                      |                    |                    |                    |                    |                  |                  |                   |                   |                   |                   |                                 |                                 |                                 |                                 |                                 |                                 |                  |                  |                      |                      |                      |                      |                           |                           |                           |                           |                           |                           |                    |                    |                    |                    |  |  |                 |                 |                 |                 |                 |                 |
| Margareta 1882–1920    | Margareta 1882–1920    | Margareta 1882–1920    | Margareta 1882–1920    | Margareta 1882–1920    | Margareta 1882–1920    |               |               |                        |                        |                        |                        | Gustaf VI Adolf 1882–1973 | Gustaf VI Adolf 1882–1973 | Gustaf VI Adolf 1882–1973 | Gustaf VI Adolf 1882–1973 | Gustaf VI Adolf 1882–1973 | Gustaf VI Adolf 1882–1973 |                      |                      | Louise 1889–1965     | Louise 1889–1965     | Louise 1889–1965         | Louise 1889–1965         | Louise 1889–1965         | Louise 1889–1965         |                          |                          | Wilhelm 1884–1965  | Wilhelm 1884–1965  | Wilhelm 1884–1965  | Wilhelm 1884–1965  | Wilhelm 1884–1965     | Wilhelm 1884–1965     |                       |                       | Maria 1890–1958       | Maria 1890–1958       | Maria 1890–1958      | Maria 1890–1958      | Maria 1890–1958      | Maria 1890–1958      |                    |                    | Erik 1889–1918     | Erik 1889–1918     | Erik 1889–1918   | Erik 1889–1918   | Erik 1889–1918    | Erik 1889–1918    |                   |                   |                                 |                                 |                                 |                                 |                                 |                                 |                  |                  |                      |                      |                      |                      |                           |                           |                           |                           |                           |                           |                    |                    |                    |                    |  |  |                 |                 |                 |                 |                 |                 |
| Margareta 1882–1920    | Margareta 1882–1920    | Margareta 1882–1920    | Margareta 1882–1920    | Margareta 1882–1920    | Margareta 1882–1920    |               |               |                        |                        |                        |                        | Gustaf VI Adolf 1882–1973 | Gustaf VI Adolf 1882–1973 | Gustaf VI Adolf 1882–1973 | Gustaf VI Adolf 1882–1973 | Gustaf VI Adolf 1882–1973 | Gustaf VI Adolf 1882–1973 |                      |                      | Louise 1889–1965     | Louise 1889–1965     | Louise 1889–1965         | Louise 1889–1965         | Louise 1889–1965         | Louise 1889–1965         |                          |                          | Wilhelm 1884–1965  | Wilhelm 1884–1965  | Wilhelm 1884–1965  | Wilhelm 1884–1965  | Wilhelm 1884–1965     | Wilhelm 1884–1965     |                       |                       | Maria 1890–1958       | Maria 1890–1958       | Maria 1890–1958      | Maria 1890–1958      | Maria 1890–1958      | Maria 1890–1958      |                    |                    | Erik 1889–1918     | Erik 1889–1918     | Erik 1889–1918   | Erik 1889–1918   | Erik 1889–1918    | Erik 1889–1918    |                   |                   |                                 |                                 |                                 |                                 |                                 |                                 |                  |                  |                      |                      |                      |                      |                           |                           |                           |                           |                           |                           |                    |                    |                    |                    |  |  |                 |                 |                 |                 |                 |                 |
|                        |                        |                        |                        |                        |                        |               |               |                        |                        |                        |                        |                           |                           |                           |                           |                           |                           |                      |                      |                      |                      |                          |                          |                          |                          |                          |                          |                    |                    |                    |                    |                       |                       |                       |                       |                       |                       |                      |                      |                      |                      |                    |                    |                    |                    |                  |                  |                   |                   |                   |                   |                                 |                                 |                                 |                                 |                                 |                                 |                  |                  |                      |                      |                      |                      |                           |                           |                           |                           |                           |                           |                    |                    |                    |                    |  |  |                 |                 |                 |                 |                 |                 |
|                        |                        |                        |                        |                        |                        |               |               |                        |                        |                        |                        |                           |                           |                           |                           |                           |                           |                      |                      |                      |                      |                          |                          |                          |                          |                          |                          |                    |                    |                    |                    |                       |                       |                       |                       |                       |                       |                      |                      |                      |                      |                    |                    |                    |                    |                  |                  |                   |                   |                   |                   |                                 |                                 |                                 |                                 |                                 |                                 |                  |                  |                      |                      |                      |                      |                           |                           |                           |                           |                           |                           |                    |                    |                    |                    |  |  |                 |                 |                 |                 |                 |                 |
| Gustaf Adolf 1906–1947 | Gustaf Adolf 1906–1947 | Gustaf Adolf 1906–1947 | Gustaf Adolf 1906–1947 | Gustaf Adolf 1906–1947 | Gustaf Adolf 1906–1947 |               |               |                        |                        |                        |                        | Sibylla 1908–1972         | Sibylla 1908–1972         | Sibylla 1908–1972         | Sibylla 1908–1972         | Sibylla 1908–1972         | Sibylla 1908–1972         |                      |                      | Sigvard 1907–2002    | Sigvard 1907–2002    | Sigvard 1907–2002        | Sigvard 1907–2002        | Sigvard 1907–2002        | Sigvard 1907–2002        |                          |                          | Ingrid 1910–2000   | Ingrid 1910–2000   | Ingrid 1910–2000   | Ingrid 1910–2000   | Ingrid 1910–2000      | Ingrid 1910–2000      |                       |                       | Fredrik IX 1899–1972  | Fredrik IX 1899–1972  | Fredrik IX 1899–1972 | Fredrik IX 1899–1972 | Fredrik IX 1899–1972 | Fredrik IX 1899–1972 |                    |                    | Bertil 1912–1997   | Bertil 1912–1997   | Bertil 1912–1997 | Bertil 1912–1997 | Bertil 1912–1997  | Bertil 1912–1997  |                   |                   | Lilian 1915–2013                | Lilian 1915–2013                | Lilian 1915–2013                | Lilian 1915–2013                | Lilian 1915–2013                | Lilian 1915–2013                |                  |                  | Carl Johan 1916–2012 | Carl Johan 1916–2012 | Carl Johan 1916–2012 | Carl Johan 1916–2012 | Carl Johan 1916–2012      | Carl Johan 1916–2012      |                           |                           |                           |                           |                    |                    |                    |                    |  |  |                 |                 |                 |                 |                 |                 |
| Gustaf Adolf 1906–1947 | Gustaf Adolf 1906–1947 | Gustaf Adolf 1906–1947 | Gustaf Adolf 1906–1947 | Gustaf Adolf 1906–1947 | Gustaf Adolf 1906–1947 |               |               |                        |                        |                        |                        | Sibylla 1908–1972         | Sibylla 1908–1972         | Sibylla 1908–1972         | Sibylla 1908–1972         | Sibylla 1908–1972         | Sibylla 1908–1972         |                      |                      | Sigvard 1907–2002    | Sigvard 1907–2002    | Sigvard 1907–2002        | Sigvard 1907–2002        | Sigvard 1907–2002        | Sigvard 1907–2002        |                          |                          | Ingrid 1910–2000   | Ingrid 1910–2000   | Ingrid 1910–2000   | Ingrid 1910–2000   | Ingrid 1910–2000      | Ingrid 1910–2000      |                       |                       | Fredrik IX 1899–1972  | Fredrik IX 1899–1972  | Fredrik IX 1899–1972 | Fredrik IX 1899–1972 | Fredrik IX 1899–1972 | Fredrik IX 1899–1972 |                    |                    | Bertil 1912–1997   | Bertil 1912–1997   | Bertil 1912–1997 | Bertil 1912–1997 | Bertil 1912–1997  | Bertil 1912–1997  |                   |                   | Lilian 1915–2013                | Lilian 1915–2013                | Lilian 1915–2013                | Lilian 1915–2013                | Lilian 1915–2013                | Lilian 1915–2013                |                  |                  | Carl Johan 1916–2012 | Carl Johan 1916–2012 | Carl Johan 1916–2012 | Carl Johan 1916–2012 | Carl Johan 1916–2012      | Carl Johan 1916–2012      |                           |                           |                           |                           |                    |                    |                    |                    |  |  |                 |                 |                 |                 |                 |                 |
|                        |                        |                        |                        |                        |                        |               |               |                        |                        |                        |                        |                           |                           |                           |                           |                           |                           |                      |                      |                      |                      |                          |                          |                          |                          |                          |                          |                    |                    |                    |                    |                       |                       |                       |                       |                       |                       |                      |                      |                      |                      |                    |                    |                    |                    |                  |                  |                   |                   |                   |                   |                                 |                                 |                                 |                                 |                                 |                                 |                  |                  |                      |                      |                      |                      |                           |                           |                           |                           |                           |                           |                    |                    |                    |                    |  |  |                 |                 |                 |                 |                 |                 |
|                        |                        |                        |                        |                        |                        |               |               |                        |                        |                        |                        |                           |                           |                           |                           |                           |                           |                      |                      |                      |                      |                          |                          |                          |                          |                          |                          |                    |                    |                    |                    |                       |                       |                       |                       |                       |                       |                      |                      |                      |                      |                    |                    |                    |                    |                  |                  |                   |                   |                   |                   |                                 |                                 |                                 |                                 |                                 |                                 |                  |                  |                      |                      |                      |                      |                           |                           |                           |                           |                           |                           |                    |                    |                    |                    |  |  |                 |                 |                 |                 |                 |                 |
| Margaretha 1934–       | Margaretha 1934–       | Margaretha 1934–       | Margaretha 1934–       | Margaretha 1934–       | Margaretha 1934–       |               |               | Birgitta 1937–2024     | Birgitta 1937–2024     | Birgitta 1937–2024     | Birgitta 1937–2024     | Birgitta 1937–2024        | Birgitta 1937–2024        |                           |                           | Désirée 1938–             | Désirée 1938–             | Désirée 1938–        | Désirée 1938–        | Désirée 1938–        | Désirée 1938–        |                          |                          | Christina 1943–          | Christina 1943–          | Christina 1943–          | Christina 1943–          | Christina 1943–    | Christina 1943–    |                    |                    | Carl XVI Gustaf 1946– | Carl XVI Gustaf 1946– | Carl XVI Gustaf 1946– | Carl XVI Gustaf 1946– | Carl XVI Gustaf 1946– | Carl XVI Gustaf 1946– |                      |                      |                      |                      |                    |                    | Silvia 1943–       | Silvia 1943–       | Silvia 1943–     | Silvia 1943–     | Silvia 1943–      | Silvia 1943–      |                   |                   |                                 |                                 |                                 |                                 |                                 |                                 |                  |                  |                      |                      |                      |                      |                           |                           |                           |                           |                           |                           |                    |                    |                    |                    |  |  |                 |                 |                 |                 |                 |                 |
| Margaretha 1934–       | Margaretha 1934–       | Margaretha 1934–       | Margaretha 1934–       | Margaretha 1934–       | Margaretha 1934–       |               |               | Birgitta 1937–2024     | Birgitta 1937–2024     | Birgitta 1937–2024     | Birgitta 1937–2024     | Birgitta 1937–2024        | Birgitta 1937–2024        |                           |                           | Désirée 1938–             | Désirée 1938–             | Désirée 1938–        | Désirée 1938–        | Désirée 1938–        | Désirée 1938–        |                          |                          | Christina 1943–          | Christina 1943–          | Christina 1943–          | Christina 1943–          | Christina 1943–    | Christina 1943–    |                    |                    | Carl XVI Gustaf 1946– | Carl XVI Gustaf 1946– | Carl XVI Gustaf 1946– | Carl XVI Gustaf 1946– | Carl XVI Gustaf 1946– | Carl XVI Gustaf 1946– |                      |                      |                      |                      |                    |                    | Silvia 1943–       | Silvia 1943–       | Silvia 1943–     | Silvia 1943–     | Silvia 1943–      | Silvia 1943–      |                   |                   |                                 |                                 |                                 |                                 |                                 |                                 |                  |                  |                      |                      |                      |                      |                           |                           |                           |                           |                           |                           |                    |                    |                    |                    |  |  |                 |                 |                 |                 |                 |                 |
|                        |                        |                        |                        |                        |                        |               |               |                        |                        |                        |                        |                           |                           |                           |                           |                           |                           |                      |                      |                      |                      |                          |                          |                          |                          |                          |                          |                    |                    |                    |                    |                       |                       |                       |                       |                       |                       |                      |                      |                      |                      |                    |                    |                    |                    |                  |                  |                   |                   |                   |                   |                                 |                                 |                                 |                                 |                                 |                                 |                  |                  |                      |                      |                      |                      |                           |                           |                           |                           |                           |                           |                    |                    |                    |                    |  |  |                 |                 |                 |                 |                 |                 |
|                        |                        |                        |                        |                        |                        |               |               |                        |                        |                        |                        |                           |                           |                           |                           |                           |                           |                      |                      |                      |                      |                          |                          |                          |                          |                          |                          |                    |                    |                    |                    |                       |                       |                       |                       |                       |                       |                      |                      |                      |                      |                    |                    |                    |                    |                  |                  |                   |                   |                   |                   |                                 |                                 |                                 |                                 |                                 |                                 |                  |                  |                      |                      |                      |                      |                           |                           |                           |                           |                           |                           |                    |                    |                    |                    |  |  |                 |                 |                 |                 |                 |                 |
| Victoria 1977–         | Victoria 1977–         | Victoria 1977–         | Victoria 1977–         | Victoria 1977–         | Victoria 1977–         |               |               |                        |                        |                        |                        | Daniel 1973–              | Daniel 1973–              | Daniel 1973–              | Daniel 1973–              | Daniel 1973–              | Daniel 1973–              |                      |                      |                      |                      |                          |                          | Carl Philip 1979–        | Carl Philip 1979–        | Carl Philip 1979–        | Carl Philip 1979–        | Carl Philip 1979–  | Carl Philip 1979–  |                    |                    |                       |                       |                       |                       | Sofia 1984–           | Sofia 1984–           | Sofia 1984–          | Sofia 1984–          | Sofia 1984–          | Sofia 1984–          |                    |                    |                    |                    |                  |                  |                   |                   |                   |                   | Madeleine 1982–                 | Madeleine 1982–                 | Madeleine 1982–                 | Madeleine 1982–                 | Madeleine 1982–                 | Madeleine 1982–                 |                  |                  |                      |                      |                      |                      | Christopher O'Neill 1974– | Christopher O'Neill 1974– | Christopher O'Neill 1974– | Christopher O'Neill 1974– | Christopher O'Neill 1974– | Christopher O'Neill 1974– |                    |                    |                    |                    |  |  |                 |                 |                 |                 |                 |                 |
| Victoria 1977–         | Victoria 1977–         | Victoria 1977–         | Victoria 1977–         | Victoria 1977–         | Victoria 1977–         |               |               |                        |                        |                        |                        | Daniel 1973–              | Daniel 1973–              | Daniel 1973–              | Daniel 1973–              | Daniel 1973–              | Daniel 1973–              |                      |                      |                      |                      |                          |                          | Carl Philip 1979–        | Carl Philip 1979–        | Carl Philip 1979–        | Carl Philip 1979–        | Carl Philip 1979–  | Carl Philip 1979–  |                    |                    |                       |                       |                       |                       | Sofia 1984–           | Sofia 1984–           | Sofia 1984–          | Sofia 1984–          | Sofia 1984–          | Sofia 1984–          |                    |                    |                    |                    |                  |                  |                   |                   |                   |                   | Madeleine 1982–                 | Madeleine 1982–                 | Madeleine 1982–                 | Madeleine 1982–                 | Madeleine 1982–                 | Madeleine 1982–                 |                  |                  |                      |                      |                      |                      | Christopher O'Neill 1974– | Christopher O'Neill 1974– | Christopher O'Neill 1974– | Christopher O'Neill 1974– | Christopher O'Neill 1974– | Christopher O'Neill 1974– |                    |                    |                    |                    |  |  |                 |                 |                 |                 |                 |                 |
|                        |                        |                        |                        |                        |                        |               |               |                        |                        |                        |                        |                           |                           |                           |                           |                           |                           |                      |                      |                      |                      |                          |                          |                          |                          |                          |                          |                    |                    |                    |                    |                       |                       |                       |                       |                       |                       |                      |                      |                      |                      |                    |                    |                    |                    |                  |                  |                   |                   |                   |                   |                                 |                                 |                                 |                                 |                                 |                                 |                  |                  |                      |                      |                      |                      |                           |                           |                           |                           |                           |                           |                    |                    |                    |                    |  |  |                 |                 |                 |                 |                 |                 |
|                        |                        |                        |                        |                        |                        |               |               |                        |                        |                        |                        |                           |                           |                           |                           |                           |                           |                      |                      |                      |                      |                          |                          |                          |                          |                          |                          |                    |                    |                    |                    |                       |                       |                       |                       |                       |                       |                      |                      |                      |                      |                    |                    |                    |                    |                  |                  |                   |                   |                   |                   |                                 |                                 |                                 |                                 |                                 |                                 |                  |                  |                      |                      |                      |                      |                           |                           |                           |                           |                           |                           |                    |                    |                    |                    |  |  |                 |                 |                 |                 |                 |                 |
|                        |                        | Estelle 2012–          | Estelle 2012–          | Estelle 2012–          | Estelle 2012–          | Estelle 2012– | Estelle 2012– |                        |                        | Oscar 2016–            | Oscar 2016–            | Oscar 2016–               | Oscar 2016–               | Oscar 2016–               | Oscar 2016–               |                           |                           | Alexander 2016–      | Alexander 2016–      | Alexander 2016–      | Alexander 2016–      | Alexander 2016–          | Alexander 2016–          |                          |                          | Gabriel 2017–            | Gabriel 2017–            | Gabriel 2017–      | Gabriel 2017–      | Gabriel 2017–      | Gabriel 2017–      |                       |                       | Julian 2021–          | Julian 2021–          | Julian 2021–          | Julian 2021–          | Julian 2021–         | Julian 2021–         |                      |                      | Ines 2025–         | Ines 2025–         | Ines 2025–         | Ines 2025–         | Ines 2025–       | Ines 2025–       |                   |                   | Leonore 2014–     | Leonore 2014–     | Leonore 2014–                   | Leonore 2014–                   | Leonore 2014–                   | Leonore 2014–                   |                                 |                                 | Nicolas 2015–    | Nicolas 2015–    | Nicolas 2015–        | Nicolas 2015–        | Nicolas 2015–        | Nicolas 2015–        |                           |                           | Adrienne 2018–            | Adrienne 2018–            | Adrienne 2018–            | Adrienne 2018–            | Adrienne 2018–     | Adrienne 2018–     |                    |                    |  |  |                 |                 |                 |                 |                 |                 |

#### Norska kungahusets härstamning från Karl XIV Johan (på tre sätt)
|                          |                          |                          |                          |                          |                          |  |  |                   |                   |                   |                   |                   |                   |  |  |                    |                    |                    |                    |                    |                    |  |  |                  |                  |                  |                  |                  |                  |  |  | Håkon VII 1872–1957 | Håkon VII 1872–1957 | Håkon VII 1872–1957 | Håkon VII 1872–1957 | Håkon VII 1872–1957 | Håkon VII 1872–1957 |  |  | Olav V 1903–1991 | Olav V 1903–1991 | Olav V 1903–1991 | Olav V 1903–1991 | Olav V 1903–1991 | Olav V 1903–1991 |  |  |                |                |                |                |                |                |  |  |              |              |              |              |              |              |  |  |                        |                        |                        |                        |                        |                        |
|                          |                          |                          |                          |                          |                          |  |  |                   |                   |                   |                   |                   |                   |  |  |                    |                    |                    |                    |                    |                    |  |  |                  |                  |                  |                  |                  |                  |  |  | Håkon VII 1872–1957 | Håkon VII 1872–1957 | Håkon VII 1872–1957 | Håkon VII 1872–1957 | Håkon VII 1872–1957 | Håkon VII 1872–1957 |  |  | Olav V 1903–1991 | Olav V 1903–1991 | Olav V 1903–1991 | Olav V 1903–1991 | Olav V 1903–1991 | Olav V 1903–1991 |  |  |                |                |                |                |                |                |  |  |              |              |              |              |              |              |  |  |                        |                        |                        |                        |                        |                        |
|                          |                          |                          |                          |                          |                          |  |  |                   |                   |                   |                   |                   |                   |  |  | Karl XV 1826–1872  | Karl XV 1826–1872  | Karl XV 1826–1872  | Karl XV 1826–1872  | Karl XV 1826–1872  | Karl XV 1826–1872  |  |  | Lovisa 1851–1926 | Lovisa 1851–1926 | Lovisa 1851–1926 | Lovisa 1851–1926 | Lovisa 1851–1926 | Lovisa 1851–1926 |  |  |                     |                     |                     |                     |                     |                     |  |  |                  |                  |                  |                  |                  |                  |  |  |                |                |                |                |                |                |  |  |              |              |              |              |              |              |  |  |                        |                        |                        |                        |                        |                        |
|                          |                          |                          |                          |                          |                          |  |  |                   |                   |                   |                   |                   |                   |  |  | Karl XV 1826–1872  | Karl XV 1826–1872  | Karl XV 1826–1872  | Karl XV 1826–1872  | Karl XV 1826–1872  | Karl XV 1826–1872  |  |  | Lovisa 1851–1926 | Lovisa 1851–1926 | Lovisa 1851–1926 | Lovisa 1851–1926 | Lovisa 1851–1926 | Lovisa 1851–1926 |  |  |                     |                     |                     |                     |                     |                     |  |  |                  |                  |                  |                  |                  |                  |  |  |                |                |                |                |                |                |  |  |              |              |              |              |              |              |  |  |                        |                        |                        |                        |                        |                        |
| Karl XIV Johan 1763–1844 | Karl XIV Johan 1763–1844 | Karl XIV Johan 1763–1844 | Karl XIV Johan 1763–1844 | Karl XIV Johan 1763–1844 | Karl XIV Johan 1763–1844 |  |  | Oscar I 1799–1859 | Oscar I 1799–1859 | Oscar I 1799–1859 | Oscar I 1799–1859 | Oscar I 1799–1859 | Oscar I 1799–1859 |  |  |                    |                    |                    |                    |                    |                    |  |  |                  |                  |                  |                  |                  |                  |  |  | Ingeborg 1878–1958  | Ingeborg 1878–1958  | Ingeborg 1878–1958  | Ingeborg 1878–1958  | Ingeborg 1878–1958  | Ingeborg 1878–1958  |  |  |                  |                  |                  |                  |                  |                  |  |  | Harald V 1937– | Harald V 1937– | Harald V 1937– | Harald V 1937– | Harald V 1937– | Harald V 1937– |  |  | Haakon 1973– | Haakon 1973– | Haakon 1973– | Haakon 1973– | Haakon 1973– | Haakon 1973– |  |  | Ingrid Alexandra 2004– | Ingrid Alexandra 2004– | Ingrid Alexandra 2004– | Ingrid Alexandra 2004– | Ingrid Alexandra 2004– | Ingrid Alexandra 2004– |
| Karl XIV Johan 1763–1844 | Karl XIV Johan 1763–1844 | Karl XIV Johan 1763–1844 | Karl XIV Johan 1763–1844 | Karl XIV Johan 1763–1844 | Karl XIV Johan 1763–1844 |  |  | Oscar I 1799–1859 | Oscar I 1799–1859 | Oscar I 1799–1859 | Oscar I 1799–1859 | Oscar I 1799–1859 | Oscar I 1799–1859 |  |  |                    |                    |                    |                    |                    |                    |  |  |                  |                  |                  |                  |                  |                  |  |  | Ingeborg 1878–1958  | Ingeborg 1878–1958  | Ingeborg 1878–1958  | Ingeborg 1878–1958  | Ingeborg 1878–1958  | Ingeborg 1878–1958  |  |  |                  |                  |                  |                  |                  |                  |  |  | Harald V 1937– | Harald V 1937– | Harald V 1937– | Harald V 1937– | Harald V 1937– | Harald V 1937– |  |  | Haakon 1973– | Haakon 1973– | Haakon 1973– | Haakon 1973– | Haakon 1973– | Haakon 1973– |  |  | Ingrid Alexandra 2004– | Ingrid Alexandra 2004– | Ingrid Alexandra 2004– | Ingrid Alexandra 2004– | Ingrid Alexandra 2004– | Ingrid Alexandra 2004– |
|                          |                          |                          |                          |                          |                          |  |  |                   |                   |                   |                   |                   |                   |  |  |                    |                    |                    |                    |                    |                    |  |  |                  |                  |                  |                  |                  |                  |  |  |                     |                     |                     |                     |                     |                     |  |  | Märtha 1901–1954 |                  |                  |                  |                  |                  |  |  |                |                |                |                |                |                |  |  |              |              |              |              |              |              |  |  |                        |                        |                        |                        |                        |                        |
|                          |                          |                          |                          |                          |                          |  |  |                   |                   |                   |                   |                   |                   |  |  |                    |                    |                    |                    |                    |                    |  |  |                  |                  |                  |                  |                  |                  |  |  |                     |                     |                     |                     |                     |                     |  |  |                  |                  |                  |                  |                  |                  |  |  |                |                |                |                |                |                |  |  |              |              |              |              |              |              |  |  |                        |                        |                        |                        |                        |                        |
|                          |                          |                          |                          |                          |                          |  |  |                   |                   |                   |                   |                   |                   |  |  | Oscar II 1829–1907 | Oscar II 1829–1907 | Oscar II 1829–1907 | Oscar II 1829–1907 | Oscar II 1829–1907 | Oscar II 1829–1907 |  |  | Carl 1861–1951   | Carl 1861–1951   | Carl 1861–1951   | Carl 1861–1951   | Carl 1861–1951   | Carl 1861–1951   |  |  |                     |                     |                     |                     |                     |                     |  |  |                  |                  |                  |                  |                  |                  |  |  |                |                |                |                |                |                |  |  |              |              |              |              |              |              |  |  |                        |                        |                        |                        |                        |                        |
|                          |                          |                          |                          |                          |                          |  |  |                   |                   |                   |                   |                   |                   |  |  | Oscar II 1829–1907 | Oscar II 1829–1907 | Oscar II 1829–1907 | Oscar II 1829–1907 | Oscar II 1829–1907 | Oscar II 1829–1907 |  |  | Carl 1861–1951   | Carl 1861–1951   | Carl 1861–1951   | Carl 1861–1951   | Carl 1861–1951   | Carl 1861–1951   |  |  |                     |                     |                     |                     |                     |                     |  |  |                  |                  |                  |                  |                  |                  |  |  |                |                |                |                |                |                |  |  |              |              |              |              |              |              |  |  |                        |                        |                        |                        |                        |                        |

#### Danska kungahusets härstamning från Karl XIV Johan (på två sätt)
|                          |                          |                          |                          |                          |                          |  |  |                   |                   |                   |                   |                   |                   |  |  | Karl XV 1826–1872  | Karl XV 1826–1872  | Karl XV 1826–1872  | Karl XV 1826–1872  | Karl XV 1826–1872  | Karl XV 1826–1872  |  |  | Lovisa 1851–1926   | Lovisa 1851–1926   | Lovisa 1851–1926   | Lovisa 1851–1926   | Lovisa 1851–1926   | Lovisa 1851–1926   |  |  | Kristian X 1870–1947      | Kristian X 1870–1947      | Kristian X 1870–1947      | Kristian X 1870–1947      | Kristian X 1870–1947      | Kristian X 1870–1947      |  |  | Fredrik IX 1899–1972 | Fredrik IX 1899–1972 | Fredrik IX 1899–1972 | Fredrik IX 1899–1972 | Fredrik IX 1899–1972 | Fredrik IX 1899–1972 |  |  |                    |                    |                    |                    |                    |                    |  |  |                |                |                |                |                |                |  |  |                 |                 |                 |                 |                 |                 |
|                          |                          |                          |                          |                          |                          |  |  |                   |                   |                   |                   |                   |                   |  |  | Karl XV 1826–1872  | Karl XV 1826–1872  | Karl XV 1826–1872  | Karl XV 1826–1872  | Karl XV 1826–1872  | Karl XV 1826–1872  |  |  | Lovisa 1851–1926   | Lovisa 1851–1926   | Lovisa 1851–1926   | Lovisa 1851–1926   | Lovisa 1851–1926   | Lovisa 1851–1926   |  |  | Kristian X 1870–1947      | Kristian X 1870–1947      | Kristian X 1870–1947      | Kristian X 1870–1947      | Kristian X 1870–1947      | Kristian X 1870–1947      |  |  | Fredrik IX 1899–1972 | Fredrik IX 1899–1972 | Fredrik IX 1899–1972 | Fredrik IX 1899–1972 | Fredrik IX 1899–1972 | Fredrik IX 1899–1972 |  |  |                    |                    |                    |                    |                    |                    |  |  |                |                |                |                |                |                |  |  |                 |                 |                 |                 |                 |                 |
| Karl XIV Johan 1763–1844 | Karl XIV Johan 1763–1844 | Karl XIV Johan 1763–1844 | Karl XIV Johan 1763–1844 | Karl XIV Johan 1763–1844 | Karl XIV Johan 1763–1844 |  |  | Oscar I 1799–1859 | Oscar I 1799–1859 | Oscar I 1799–1859 | Oscar I 1799–1859 | Oscar I 1799–1859 | Oscar I 1799–1859 |  |  |                    |                    |                    |                    |                    |                    |  |  |                    |                    |                    |                    |                    |                    |  |  |                           |                           |                           |                           |                           |                           |  |  |                      |                      |                      |                      |                      |                      |  |  | Margrethe II 1940– | Margrethe II 1940– | Margrethe II 1940– | Margrethe II 1940– | Margrethe II 1940– | Margrethe II 1940– |  |  | Frederik 1968– | Frederik 1968– | Frederik 1968– | Frederik 1968– | Frederik 1968– | Frederik 1968– |  |  | Christian 2005– | Christian 2005– | Christian 2005– | Christian 2005– | Christian 2005– | Christian 2005– |
| Karl XIV Johan 1763–1844 | Karl XIV Johan 1763–1844 | Karl XIV Johan 1763–1844 | Karl XIV Johan 1763–1844 | Karl XIV Johan 1763–1844 | Karl XIV Johan 1763–1844 |  |  | Oscar I 1799–1859 | Oscar I 1799–1859 | Oscar I 1799–1859 | Oscar I 1799–1859 | Oscar I 1799–1859 | Oscar I 1799–1859 |  |  |                    |                    |                    |                    |                    |                    |  |  |                    |                    |                    |                    |                    |                    |  |  |                           |                           |                           |                           |                           |                           |  |  |                      |                      |                      |                      |                      |                      |  |  | Margrethe II 1940– | Margrethe II 1940– | Margrethe II 1940– | Margrethe II 1940– | Margrethe II 1940– | Margrethe II 1940– |  |  | Frederik 1968– | Frederik 1968– | Frederik 1968– | Frederik 1968– | Frederik 1968– | Frederik 1968– |  |  | Christian 2005– | Christian 2005– | Christian 2005– | Christian 2005– | Christian 2005– | Christian 2005– |
|                          |                          |                          |                          |                          |                          |  |  |                   |                   |                   |                   |                   |                   |  |  | Oscar II 1829–1907 | Oscar II 1829–1907 | Oscar II 1829–1907 | Oscar II 1829–1907 | Oscar II 1829–1907 | Oscar II 1829–1907 |  |  | Gustaf V 1858–1950 | Gustaf V 1858–1950 | Gustaf V 1858–1950 | Gustaf V 1858–1950 | Gustaf V 1858–1950 | Gustaf V 1858–1950 |  |  | Gustaf VI Adolf 1882–1973 | Gustaf VI Adolf 1882–1973 | Gustaf VI Adolf 1882–1973 | Gustaf VI Adolf 1882–1973 | Gustaf VI Adolf 1882–1973 | Gustaf VI Adolf 1882–1973 |  |  | Ingrid 1910–2000     | Ingrid 1910–2000     | Ingrid 1910–2000     | Ingrid 1910–2000     | Ingrid 1910–2000     | Ingrid 1910–2000     |  |  |                    |                    |                    |                    |                    |                    |  |  |                |                |                |                |                |                |  |  |                 |                 |                 |                 |                 |                 |
|                          |                          |                          |                          |                          |                          |  |  |                   |                   |                   |                   |                   |                   |  |  | Oscar II 1829–1907 | Oscar II 1829–1907 | Oscar II 1829–1907 | Oscar II 1829–1907 | Oscar II 1829–1907 | Oscar II 1829–1907 |  |  | Gustaf V 1858–1950 | Gustaf V 1858–1950 | Gustaf V 1858–1950 | Gustaf V 1858–1950 | Gustaf V 1858–1950 | Gustaf V 1858–1950 |  |  | Gustaf VI Adolf 1882–1973 | Gustaf VI Adolf 1882–1973 | Gustaf VI Adolf 1882–1973 | Gustaf VI Adolf 1882–1973 | Gustaf VI Adolf 1882–1973 | Gustaf VI Adolf 1882–1973 |  |  | Ingrid 1910–2000     | Ingrid 1910–2000     | Ingrid 1910–2000     | Ingrid 1910–2000     | Ingrid 1910–2000     | Ingrid 1910–2000     |  |  |                    |                    |                    |                    |                    |                    |  |  |                |                |                |                |                |                |  |  |                 |                 |                 |                 |                 |                 |

#### Belgiska kungahusets härstamning från Karl XIV Johan (på två sätt)
|                          |                          |                          |                          |                          |                          |  |  |                   |                   |                   |                   |                   |                   |  |  | Karl XV 1826–1872  | Karl XV 1826–1872  | Karl XV 1826–1872  | Karl XV 1826–1872  | Karl XV 1826–1872  | Karl XV 1826–1872  |  |  | Lovisa 1851–1926 | Lovisa 1851–1926 | Lovisa 1851–1926 | Lovisa 1851–1926 | Lovisa 1851–1926 | Lovisa 1851–1926 |  |  | Ingeborg 1878–1958 | Ingeborg 1878–1958 | Ingeborg 1878–1958 | Ingeborg 1878–1958 | Ingeborg 1878–1958 | Ingeborg 1878–1958 |  |  |                  |                  |                  |                  |                  |                  |  |  |                 |                 |                 |                 |                 |                 |  |  |                |                |                |                |                |                |  |  |                 |                 |                 |                 |                 |                 |
|                          |                          |                          |                          |                          |                          |  |  |                   |                   |                   |                   |                   |                   |  |  | Karl XV 1826–1872  | Karl XV 1826–1872  | Karl XV 1826–1872  | Karl XV 1826–1872  | Karl XV 1826–1872  | Karl XV 1826–1872  |  |  | Lovisa 1851–1926 | Lovisa 1851–1926 | Lovisa 1851–1926 | Lovisa 1851–1926 | Lovisa 1851–1926 | Lovisa 1851–1926 |  |  | Ingeborg 1878–1958 | Ingeborg 1878–1958 | Ingeborg 1878–1958 | Ingeborg 1878–1958 | Ingeborg 1878–1958 | Ingeborg 1878–1958 |  |  |                  |                  |                  |                  |                  |                  |  |  |                 |                 |                 |                 |                 |                 |  |  |                |                |                |                |                |                |  |  |                 |                 |                 |                 |                 |                 |
| Karl XIV Johan 1763–1844 | Karl XIV Johan 1763–1844 | Karl XIV Johan 1763–1844 | Karl XIV Johan 1763–1844 | Karl XIV Johan 1763–1844 | Karl XIV Johan 1763–1844 |  |  | Oscar I 1799–1859 | Oscar I 1799–1859 | Oscar I 1799–1859 | Oscar I 1799–1859 | Oscar I 1799–1859 | Oscar I 1799–1859 |  |  |                    |                    |                    |                    |                    |                    |  |  |                  |                  |                  |                  |                  |                  |  |  |                    |                    |                    |                    |                    |                    |  |  | Astrid 1905–1935 | Astrid 1905–1935 | Astrid 1905–1935 | Astrid 1905–1935 | Astrid 1905–1935 | Astrid 1905–1935 |  |  | Albert II 1934– | Albert II 1934– | Albert II 1934– | Albert II 1934– | Albert II 1934– | Albert II 1934– |  |  | Philippe 1960– | Philippe 1960– | Philippe 1960– | Philippe 1960– | Philippe 1960– | Philippe 1960– |  |  | Elisabeth 2001– | Elisabeth 2001– | Elisabeth 2001– | Elisabeth 2001– | Elisabeth 2001– | Elisabeth 2001– |
| Karl XIV Johan 1763–1844 | Karl XIV Johan 1763–1844 | Karl XIV Johan 1763–1844 | Karl XIV Johan 1763–1844 | Karl XIV Johan 1763–1844 | Karl XIV Johan 1763–1844 |  |  | Oscar I 1799–1859 | Oscar I 1799–1859 | Oscar I 1799–1859 | Oscar I 1799–1859 | Oscar I 1799–1859 | Oscar I 1799–1859 |  |  |                    |                    |                    |                    |                    |                    |  |  |                  |                  |                  |                  |                  |                  |  |  |                    |                    |                    |                    |                    |                    |  |  | Astrid 1905–1935 | Astrid 1905–1935 | Astrid 1905–1935 | Astrid 1905–1935 | Astrid 1905–1935 | Astrid 1905–1935 |  |  | Albert II 1934– | Albert II 1934– | Albert II 1934– | Albert II 1934– | Albert II 1934– | Albert II 1934– |  |  | Philippe 1960– | Philippe 1960– | Philippe 1960– | Philippe 1960– | Philippe 1960– | Philippe 1960– |  |  | Elisabeth 2001– | Elisabeth 2001– | Elisabeth 2001– | Elisabeth 2001– | Elisabeth 2001– | Elisabeth 2001– |
|                          |                          |                          |                          |                          |                          |  |  |                   |                   |                   |                   |                   |                   |  |  | Oscar II 1829–1907 | Oscar II 1829–1907 | Oscar II 1829–1907 | Oscar II 1829–1907 | Oscar II 1829–1907 | Oscar II 1829–1907 |  |  | Carl 1861–1951   | Carl 1861–1951   | Carl 1861–1951   | Carl 1861–1951   | Carl 1861–1951   | Carl 1861–1951   |  |  |                    |                    |                    |                    |                    |                    |  |  |                  |                  |                  |                  |                  |                  |  |  |                 |                 |                 |                 |                 |                 |  |  |                |                |                |                |                |                |  |  |                 |                 |                 |                 |                 |                 |
|                          |                          |                          |                          |                          |                          |  |  |                   |                   |                   |                   |                   |                   |  |  | Oscar II 1829–1907 | Oscar II 1829–1907 | Oscar II 1829–1907 | Oscar II 1829–1907 | Oscar II 1829–1907 | Oscar II 1829–1907 |  |  | Carl 1861–1951   | Carl 1861–1951   | Carl 1861–1951   | Carl 1861–1951   | Carl 1861–1951   | Carl 1861–1951   |  |  |                    |                    |                    |                    |                    |                    |  |  |                  |                  |                  |                  |                  |                  |  |  |                 |                 |                 |                 |                 |                 |  |  |                |                |                |                |                |                |  |  |                 |                 |                 |                 |                 |                 |

#### Storhertigliga familjen av Luxemburgs härstamning från Karl XIV Johan (på två sätt)
|                          |                          |                          |                          |                          |                          |  |  |                   |                   |                   |                   |                   |                   |  |  | Karl XV 1826–1872  | Karl XV 1826–1872  | Karl XV 1826–1872  | Karl XV 1826–1872  | Karl XV 1826–1872  | Karl XV 1826–1872  |  |  | Lovisa 1851–1926 | Lovisa 1851–1926 | Lovisa 1851–1926 | Lovisa 1851–1926 | Lovisa 1851–1926 | Lovisa 1851–1926 |  |  | Ingeborg 1878–1958 | Ingeborg 1878–1958 | Ingeborg 1878–1958 | Ingeborg 1878–1958 | Ingeborg 1878–1958 | Ingeborg 1878–1958 |  |  |                  |                  |                  |                  |                  |                  |  |  |                               |                               |                               |                               |                               |                               |  |  |             |             |             |             |             |             |  |  |                 |                 |                 |                 |                 |                 |  |  |               |               |               |               |               |               |
|                          |                          |                          |                          |                          |                          |  |  |                   |                   |                   |                   |                   |                   |  |  | Karl XV 1826–1872  | Karl XV 1826–1872  | Karl XV 1826–1872  | Karl XV 1826–1872  | Karl XV 1826–1872  | Karl XV 1826–1872  |  |  | Lovisa 1851–1926 | Lovisa 1851–1926 | Lovisa 1851–1926 | Lovisa 1851–1926 | Lovisa 1851–1926 | Lovisa 1851–1926 |  |  | Ingeborg 1878–1958 | Ingeborg 1878–1958 | Ingeborg 1878–1958 | Ingeborg 1878–1958 | Ingeborg 1878–1958 | Ingeborg 1878–1958 |  |  |                  |                  |                  |                  |                  |                  |  |  |                               |                               |                               |                               |                               |                               |  |  |             |             |             |             |             |             |  |  |                 |                 |                 |                 |                 |                 |  |  |               |               |               |               |               |               |
| Karl XIV Johan 1763–1844 | Karl XIV Johan 1763–1844 | Karl XIV Johan 1763–1844 | Karl XIV Johan 1763–1844 | Karl XIV Johan 1763–1844 | Karl XIV Johan 1763–1844 |  |  | Oscar I 1799–1859 | Oscar I 1799–1859 | Oscar I 1799–1859 | Oscar I 1799–1859 | Oscar I 1799–1859 | Oscar I 1799–1859 |  |  |                    |                    |                    |                    |                    |                    |  |  |                  |                  |                  |                  |                  |                  |  |  |                    |                    |                    |                    |                    |                    |  |  | Astrid 1905–1935 | Astrid 1905–1935 | Astrid 1905–1935 | Astrid 1905–1935 | Astrid 1905–1935 | Astrid 1905–1935 |  |  | Josephine-Charlotte 1927–2005 | Josephine-Charlotte 1927–2005 | Josephine-Charlotte 1927–2005 | Josephine-Charlotte 1927–2005 | Josephine-Charlotte 1927–2005 | Josephine-Charlotte 1927–2005 |  |  | Henri 1955– | Henri 1955– | Henri 1955– | Henri 1955– | Henri 1955– | Henri 1955– |  |  | Guillaume 1981– | Guillaume 1981– | Guillaume 1981– | Guillaume 1981– | Guillaume 1981– | Guillaume 1981– |  |  | Charles 2020– | Charles 2020– | Charles 2020– | Charles 2020– | Charles 2020– | Charles 2020– |
| Karl XIV Johan 1763–1844 | Karl XIV Johan 1763–1844 | Karl XIV Johan 1763–1844 | Karl XIV Johan 1763–1844 | Karl XIV Johan 1763–1844 | Karl XIV Johan 1763–1844 |  |  | Oscar I 1799–1859 | Oscar I 1799–1859 | Oscar I 1799–1859 | Oscar I 1799–1859 | Oscar I 1799–1859 | Oscar I 1799–1859 |  |  |                    |                    |                    |                    |                    |                    |  |  |                  |                  |                  |                  |                  |                  |  |  |                    |                    |                    |                    |                    |                    |  |  | Astrid 1905–1935 | Astrid 1905–1935 | Astrid 1905–1935 | Astrid 1905–1935 | Astrid 1905–1935 | Astrid 1905–1935 |  |  | Josephine-Charlotte 1927–2005 | Josephine-Charlotte 1927–2005 | Josephine-Charlotte 1927–2005 | Josephine-Charlotte 1927–2005 | Josephine-Charlotte 1927–2005 | Josephine-Charlotte 1927–2005 |  |  | Henri 1955– | Henri 1955– | Henri 1955– | Henri 1955– | Henri 1955– | Henri 1955– |  |  | Guillaume 1981– | Guillaume 1981– | Guillaume 1981– | Guillaume 1981– | Guillaume 1981– | Guillaume 1981– |  |  | Charles 2020– | Charles 2020– | Charles 2020– | Charles 2020– | Charles 2020– | Charles 2020– |
|                          |                          |                          |                          |                          |                          |  |  |                   |                   |                   |                   |                   |                   |  |  | Oscar II 1829–1907 | Oscar II 1829–1907 | Oscar II 1829–1907 | Oscar II 1829–1907 | Oscar II 1829–1907 | Oscar II 1829–1907 |  |  | Carl 1861–1951   | Carl 1861–1951   | Carl 1861–1951   | Carl 1861–1951   | Carl 1861–1951   | Carl 1861–1951   |  |  |                    |                    |                    |                    |                    |                    |  |  |                  |                  |                  |                  |                  |                  |  |  |                               |                               |                               |                               |                               |                               |  |  |             |             |             |             |             |             |  |  |                 |                 |                 |                 |                 |                 |  |  |               |               |               |               |               |               |
|                          |                          |                          |                          |                          |                          |  |  |                   |                   |                   |                   |                   |                   |  |  | Oscar II 1829–1907 | Oscar II 1829–1907 | Oscar II 1829–1907 | Oscar II 1829–1907 | Oscar II 1829–1907 | Oscar II 1829–1907 |  |  | Carl 1861–1951   | Carl 1861–1951   | Carl 1861–1951   | Carl 1861–1951   | Carl 1861–1951   | Carl 1861–1951   |  |  |                    |                    |                    |                    |                    |                    |  |  |                  |                  |                  |                  |                  |                  |  |  |                               |                               |                               |                               |                               |                               |  |  |             |             |             |             |             |             |  |  |                 |                 |                 |                 |                 |                 |  |  |               |               |               |               |               |               |

#### Det avsatta grekiska kungahusets härstamning från Karl XIV Johan (på två sätt)
|                          |                          |                          |                          |                          |                          |  |  |                   |                   |                   |                   |                   |                   |  |  | Karl XV 1826–1872  | Karl XV 1826–1872  | Karl XV 1826–1872  | Karl XV 1826–1872  | Karl XV 1826–1872  | Karl XV 1826–1872  |  |  | Lovisa 1851–1926   | Lovisa 1851–1926   | Lovisa 1851–1926   | Lovisa 1851–1926   | Lovisa 1851–1926   | Lovisa 1851–1926   |  |  | Kristian X 1870–1947      | Kristian X 1870–1947      | Kristian X 1870–1947      | Kristian X 1870–1947      | Kristian X 1870–1947      | Kristian X 1870–1947      |  |  | Fredrik IX 1899–1972 | Fredrik IX 1899–1972 | Fredrik IX 1899–1972 | Fredrik IX 1899–1972 | Fredrik IX 1899–1972 | Fredrik IX 1899–1972 |  |  |                  |                  |                  |                  |                  |                  |  |  |              |              |              |              |              |              |  |  |                          |                          |                          |                          |                          |                          |
|                          |                          |                          |                          |                          |                          |  |  |                   |                   |                   |                   |                   |                   |  |  | Karl XV 1826–1872  | Karl XV 1826–1872  | Karl XV 1826–1872  | Karl XV 1826–1872  | Karl XV 1826–1872  | Karl XV 1826–1872  |  |  | Lovisa 1851–1926   | Lovisa 1851–1926   | Lovisa 1851–1926   | Lovisa 1851–1926   | Lovisa 1851–1926   | Lovisa 1851–1926   |  |  | Kristian X 1870–1947      | Kristian X 1870–1947      | Kristian X 1870–1947      | Kristian X 1870–1947      | Kristian X 1870–1947      | Kristian X 1870–1947      |  |  | Fredrik IX 1899–1972 | Fredrik IX 1899–1972 | Fredrik IX 1899–1972 | Fredrik IX 1899–1972 | Fredrik IX 1899–1972 | Fredrik IX 1899–1972 |  |  |                  |                  |                  |                  |                  |                  |  |  |              |              |              |              |              |              |  |  |                          |                          |                          |                          |                          |                          |
| Karl XIV Johan 1763–1844 | Karl XIV Johan 1763–1844 | Karl XIV Johan 1763–1844 | Karl XIV Johan 1763–1844 | Karl XIV Johan 1763–1844 | Karl XIV Johan 1763–1844 |  |  | Oscar I 1799–1859 | Oscar I 1799–1859 | Oscar I 1799–1859 | Oscar I 1799–1859 | Oscar I 1799–1859 | Oscar I 1799–1859 |  |  |                    |                    |                    |                    |                    |                    |  |  |                    |                    |                    |                    |                    |                    |  |  |                           |                           |                           |                           |                           |                           |  |  |                      |                      |                      |                      |                      |                      |  |  | Anne-Marie 1946– | Anne-Marie 1946– | Anne-Marie 1946– | Anne-Marie 1946– | Anne-Marie 1946– | Anne-Marie 1946– |  |  | Pavlos 1967– | Pavlos 1967– | Pavlos 1967– | Pavlos 1967– | Pavlos 1967– | Pavlos 1967– |  |  | Konstantin-Alexios 1998– | Konstantin-Alexios 1998– | Konstantin-Alexios 1998– | Konstantin-Alexios 1998– | Konstantin-Alexios 1998– | Konstantin-Alexios 1998– |
| Karl XIV Johan 1763–1844 | Karl XIV Johan 1763–1844 | Karl XIV Johan 1763–1844 | Karl XIV Johan 1763–1844 | Karl XIV Johan 1763–1844 | Karl XIV Johan 1763–1844 |  |  | Oscar I 1799–1859 | Oscar I 1799–1859 | Oscar I 1799–1859 | Oscar I 1799–1859 | Oscar I 1799–1859 | Oscar I 1799–1859 |  |  |                    |                    |                    |                    |                    |                    |  |  |                    |                    |                    |                    |                    |                    |  |  |                           |                           |                           |                           |                           |                           |  |  |                      |                      |                      |                      |                      |                      |  |  | Anne-Marie 1946– | Anne-Marie 1946– | Anne-Marie 1946– | Anne-Marie 1946– | Anne-Marie 1946– | Anne-Marie 1946– |  |  | Pavlos 1967– | Pavlos 1967– | Pavlos 1967– | Pavlos 1967– | Pavlos 1967– | Pavlos 1967– |  |  | Konstantin-Alexios 1998– | Konstantin-Alexios 1998– | Konstantin-Alexios 1998– | Konstantin-Alexios 1998– | Konstantin-Alexios 1998– | Konstantin-Alexios 1998– |
|                          |                          |                          |                          |                          |                          |  |  |                   |                   |                   |                   |                   |                   |  |  | Oscar II 1829–1907 | Oscar II 1829–1907 | Oscar II 1829–1907 | Oscar II 1829–1907 | Oscar II 1829–1907 | Oscar II 1829–1907 |  |  | Gustaf V 1858–1950 | Gustaf V 1858–1950 | Gustaf V 1858–1950 | Gustaf V 1858–1950 | Gustaf V 1858–1950 | Gustaf V 1858–1950 |  |  | Gustaf VI Adolf 1882–1973 | Gustaf VI Adolf 1882–1973 | Gustaf VI Adolf 1882–1973 | Gustaf VI Adolf 1882–1973 | Gustaf VI Adolf 1882–1973 | Gustaf VI Adolf 1882–1973 |  |  | Ingrid 1910–2000     | Ingrid 1910–2000     | Ingrid 1910–2000     | Ingrid 1910–2000     | Ingrid 1910–2000     | Ingrid 1910–2000     |  |  |                  |                  |                  |                  |                  |                  |  |  |              |              |              |              |              |              |  |  |                          |                          |                          |                          |                          |                          |
|                          |                          |                          |                          |                          |                          |  |  |                   |                   |                   |                   |                   |                   |  |  | Oscar II 1829–1907 | Oscar II 1829–1907 | Oscar II 1829–1907 | Oscar II 1829–1907 | Oscar II 1829–1907 | Oscar II 1829–1907 |  |  | Gustaf V 1858–1950 | Gustaf V 1858–1950 | Gustaf V 1858–1950 | Gustaf V 1858–1950 | Gustaf V 1858–1950 | Gustaf V 1858–1950 |  |  | Gustaf VI Adolf 1882–1973 | Gustaf VI Adolf 1882–1973 | Gustaf VI Adolf 1882–1973 | Gustaf VI Adolf 1882–1973 | Gustaf VI Adolf 1882–1973 | Gustaf VI Adolf 1882–1973 |  |  | Ingrid 1910–2000     | Ingrid 1910–2000     | Ingrid 1910–2000     | Ingrid 1910–2000     | Ingrid 1910–2000     | Ingrid 1910–2000     |  |  |                  |                  |                  |                  |                  |                  |  |  |              |              |              |              |              |              |  |  |                          |                          |                          |                          |                          |                          |